# Герберт, Филипп, 4-й граф Пембрук
Филипп Герберт (англ. Philip Herbert; 10 октября 1584, Уилтон-хаус, Уилтшир, Королевство Англия — 23 января 1650, Вестминстерский дворец, Лондон, Английская республика) — английский аристократ, 1-й граф Монтгомери с 1605 года и 4-й граф Пембрук с 1630 года. Рыцарь Бани, кавалер ордена Подвязки. Был фаворитом короля Якова I в начале его царствования, во время гражданской войны встал на сторону парламента. Получил известность как покровитель искусства и коллекционер живописи.

## Биография
Филипп Герберт принадлежал к аристократическому роду валлийского происхождения, представители которого владели обширными землями в Уэльсе и ряде графств Англии. Первый из Гербертов получил титул графа Пембрука в 1468 году. Филипп был внуком Уильяма Герберта, 1-го графа второй креации, вторым сыном Генри, 2-го графа Пембрука, и его жены Мэри Сидни. По женской линии он приходился родным племянником поэту Филиппу Сидни и внучатым племянником Екатерине Парр, последней жене короля Генриха VIII.
Будущий граф родился 16 февраля 1584 года в поместье Уилтон-хаус в Уилтшире. В девять лет он вместе со старшим братом Уильямом поступил в Новый колледж в Оксфорде, но провёл там всего несколько месяцев; позже один из современников назвал Герберта «неграмотным» и «самым страстным врагом науки», и эта характеристика может иметь определённые основания. В 1600 году Филипп появился при дворе королевы Елизаветы. С ранней юности он отличался красивой внешностью, атлетическим сложением и страстью к охоте. Все эти качества привлекли к Герберту внимание Якова I Стюарта, ставшего королём Англии в 1603 году и питавшего слабость к приятным мужчинам. По словам Эдуарда Хайда, Филипп оказался первым англичанином, ставшим объектом королевской любви; монарх посвятил своего фаворита в рыцари Бани, наградил деньгами (Герберт получил выгодную лицензию на экспорт сукна), титулами барона Герберта из Шурланда и графа Монтгомери, пожалованными 5 мая 1605 года, земельными владениями и выгодным браком со Сьюзен де Вер — дочерью графа Оксфорда и племянницей государственного секретаря Роберта Сесила, тогда виконта Крэнфорда. Свадьба была сыграна 27 декабря 1604 года в Уайтхолле с максимальной роскошью, молодожёны получили от Якова I земли с годовым доходом 1200 фунтов. В результате этих событий к 1605 году Филипп Герберт стал самым влиятельным человеком при дворе.
В последующие годы граф вёл себя очень осторожно: он не пытался остаться единственным королевским фаворитом и даже сознательно дистанцировался от особы монарха. Благодаря этому Герберт остался вдали от политической борьбы, сохранив благосклонность Якова I и популярность в обществе. В 1608 году Герберт стал кавалером ордена Подвязки, позже он занимал посты констебля замка Квинборо (1617), хранителя Вестминстерского дворца (1617), лорда-лейтенанта Кента (1623). Король, лёжа на смертном одре, рекомендовал сэра Филиппа своему сыну и наследнику Карлу I (1625 год). В том же году граф сопровождал новую королеву на её пути в Англию из Франции, а годом позже он стал лордом-камергером. В 1630 году, после смерти старшего брата, сэр Филипп унаследовал семейные владения и титул графа Пембрука; с этого момента его доход достиг огромных сумм — около 30 тысяч фунтов в год, и Герберт мог наслаждаться роскошью в Уилтон-хаусе и в лондонской семейной резиденции.
В начале революции граф занимал умеренные позиции. Он настойчиво рекомендовал королю заключить мир с шотландцами, восставшими против епископального управления, но тот к нему не прислушался. Из-за этого, а также из-за неприязни королевы к сэру Филиппу последний начал отдаляться от двора. В 1641 году в палате лордов он проголосовал за смертный приговор графу Страффорду, вскоре приведённый в исполнение. Карл I лишил графа поста камергера, и тот окончательно примкнул к парламентской оппозиции. Кларендон пишет, что причиной тому были трусость Герберта и его уверенность, что парламент победит, но в действительности ключевую роль сыграли личные обиды сэра Филиппа. В конце того же года палата общин предложила королю назначить Герберта лордом-стюардом; тот отклонил это предложение. 
Позже граф занимал должности лорда-лейтенанта Хэмпшира (1641/42), капитана-генерала на Западе (1642), губернатора острова Уайт (с 1642), лорда-лейтенанта Сомерсета (с 1644), комиссара Адмиралтейства (с 1645), констебля Виндзорского замка (с 1648), члена Государственного совета (с 1649). В 1641 году он стал ректором Оксфордского университета; король, сделав Оксфорд своей штаб-квартирой, назначил другого ректора, но в 1647 году Герберт вернулся на этот пост. Много раз парламент направлял сэра Филиппа к королю для переговоров о мире, но эта миссия всякий раз заканчивалась неудачно. По словам Кларендона, во время одной из приватных встреч, связанных с этими переговорами, граф назвал своих товарищей по парламентской партии «шайкой мошенников и негодяев», и вообще на этом этапе сэром Филиппом руководил только страх потерять Уилтон-хаус. Историки констатируют, что роль Герберта в событиях гражданской войны была незначительной.
В апреле 1649 года, после роспуска палаты лордов, Герберт был избран в палату общин как представитель графства Беркшир. Новые коллеги приняли его с большим уважением, а в роялистских кругах это «восхождение вниз» зло высмеяли. Появилось множество памфлетов, представлявших собой текст речей, якобы произнесённых в парламенте «покойным графом Пембруком»; в них пародировался характерный для Герберта тяжёлый и неграмотный стиль. Сэр Филипп умер 23 января 1650 года в Вестминстере. Его тело похоронили в кафедральном соборе Солсбери; известно, что церемония обошлась в 2667 фунтов.

## Личность
4-й граф Пембрук был известен своими сквернословием и вспыльчивостью. При королевском дворе много говорили о его ссорах с Джоном Рамси, впоследствии графом Холдернессом (1607), с графом Саутгемптоном (1610), с лордом Говардом из Уолдена (1617), с лордом Мальтраверсом (1641). Вторая жена характеризует его как человека очень восприимчивого, проницательного, хитрого, «но чрезвычайно холерического по своей природе». Сэру Филиппу долго удавалось быть одновременно одним из самых влиятельных людей при дворе и одним из самых популярных в народе. В эпоху гражданской войны он стал мишенью для насмешек со стороны роялистов, много писавших о богохульстве и распутстве графа, о том, что его интересуют только собаки и лошади. Дополнительный материал для сатиры дало назначение Герберта ректором оксфордского университета: звучали заявления о том, что ему больше пристало председательствовать «в Бедламе, чем в ученой академии», что он «был бы превосходным ректором для конюшен».
Сэр Филипп и его брат Уильям принадлежали к числу самых известных покровителей искусства своей эпохи. Они оплатили публикацию первого фолио Уильяма Шекспира, стали покровителями Антониса Ван Дейка, написавшего один семейный портрет Гербертов и по крайней мере два портрета графа Филиппа. По словам одного из современников, Пембруку принадлежало больше картин Ван Дейка, чем кому-либо ещё в Европе. Кроме того, граф отправлял на континент специальных агентов для покупки картин Тициана и Джорджоне, и король Карл I в 1630-е годы каждое лето приезжал в Уилтон, чтобы полюбоваться его коллекцией.
Сэр Филипп стал одним из персонажей британского художественного мини-сериала 2017 года «Порох», рассказывающего о Пороховом заговоре. Его сыграл Хью Александр.

## Семья
В 1597 году шли переговоры о женитьбе Филиппа на его кузине Мэри Герберт, дочери сэра Уильяма Герберта из Сент-Джулианса, однако та позже вышла за другого своего родственника. В 1601 году отец Филиппа предложил королеве пять тысяч фунтов за право женить сына на дочери сэра Артура Горджеса, но получил отказ. Наконец, в 1604 году Герберт женился на Сьюзен де Вер, дочери Эдуарда де Вера, 17-го графа Оксфорда, и Энн Сесил. В этом браке родились:
- Анна София, жена Роберта Дормера, 1-го графа Карнарвона[7];
- Джон;
- Джеймс, лорд Герберт из Шурланда (1616—1617)[4];
- Генри, лорд Герберт из Шурланда (1617/18 — 1618)[4];
- Чарльз, лорд Герберт из Шурланда (1619—1635/36)[4];
- Филипп, 5-й граф Пембрук (1620—1669)[4];
- Джеймс (1623—1677)[4].

После смерти Сьюзен в 1628/29 году граф женился во второй раз — на Анне Клиффорд, дочери Джорджа Клиффорда, 3-го графа Камберленда, и Маргарет Рассел. Этот брак остался бездетным.